# Бзовицька сільська рада
Бзови́цька сільська́ ра́да — адміністративно-територіальна одиниця та орган місцевого самоврядування у Зборівському районі Тернопільської області. Адміністративний центр — село Бзовиця.

## Загальні відомості
Бзовицька сільська рада утворена в 1992 році.
- Територія ради: 9,06 км²
- Населення ради: 289 осіб (станом на 2001 рік)

## Населені пункти
Сільській раді були підпорядковані населені пункти:
- с. Бзовиця

## Склад ради
Рада складалася з 12 депутатів та голови.
- Голова ради: Липак Ганна Євгенівна
- Секретар ради: Дидак Ірина Ярославівна

### Керівний склад попередніх скликань
| Прізвище, ім'я, по батькові | Основні відомості                                                                                              | Дата обрання | Дата звільнення |
| --------------------------- | --- | ------------ | --------------- |
| Ягла Марія Володимирівна    | Сільський голова, 1967 року народження, член Всеукраїнського об'єднання «Батьківщина»                          | 26.03.2006   | 01.02.2008      |
| Юрків Любомира Михайлівна   | Сільський голова, 1955 року народження, освіта вища, позапартійна, був головою Ради попереднього скликання     | 01.06.2008   | 01.06.2010      |
| Липак Ганна Євгенівна       | Сільський голова, 1974 року народження, освіта незакінчена вища, член Всеукраїнського об'єднання «Батьківщина» | 31.10.2010   |                 |

Примітка: таблиця складена за даними сайту Верховної Ради України

### Депутати
За результатами місцевих виборів 2010 року депутатами ради стали:

#### За суб'єктами висування
| Суб'єкт висування | Кількість обраних депутатів | %   |
| ----------------- | --------------------------- | --- |
| Самовисування     | 12                          | 100 |

#### За округами
| № округу | Прізвище, ім'я, по батькові    | Дата визнання обраним | Освіта             | Партійна приналежність | Відомості про обраного депутата                                                                          |
| -------- | ------------------------------ | --------------------- | ------------------ | ---------------------- | --- |
| 1        | Юрків Любомира Михайлівна      | 04.11.2010            | вища               | позапартійна           | пенсіонер                                                                                                |
| 2        | Навроцька Ульяна Любомирівна   | 04.11.2010            | вища               | позапартійна           | тимчасово не працює                                                                                      |
| 3        | Стахів Ганна Євгенівна         | 04.11.2010            | вища               | позапартійна           | загальноосвітня школа І-ІІ ст. с. Бзовиця, вчитель                                                       |
| 4        | Репетинська Марія Михайлівна   | 04.11.2010            | середня            | позапартійна           | тимчасово не працює                                                                                      |
| 5        | Наконечна Романа Броніславівна | 04.11.2010            | середня спеціальна | позапартійна           | Управління праці та соціального захисту населення районної державної адміністрації, соціальний працівник |
| 6        | Кордан Мар'яна Михайлівна      | 04.11.2010            | середня спеціальна | позапартійна           | Бзовицька сільська рада, бухгалтер                                                                       |
| 7        | Кордан Євген Миколайович       | 04.11.2010            | середня            | позапартійний          | пенсіонер                                                                                                |
| 8        | Стахів Іванна Франківна        | 04.11.2010            | середня            | позапартійна           | пенсіонер                                                                                                |
| 9        | Наконечна Марія Євгенівна      | 04.11.2010            | середня            | позапартійна           | тимчасово не працює                                                                                      |
| 10       | Дидак Ірина Ярославівна        | 04.11.2010            | середня спеціальна | позапартійна           | Бзовицька сільська рада, секретар                                                                        |
| 11       | Грейцаровська Галина Євгенівна | 04.11.2010            | середня спеціальна | позапартійна           | тимчасово не працює                                                                                      |
| 12       | Кордан Петро Володимирович     | 04.11.2010            | середня спеціальна | позапартійний          | тимчасово не працює                                                                                      |